# Раск (округ Раск, Вісконсин)
Раск (англ. Rusk) — місто (англ. town) в США, в окрузі Раск штату Вісконсин. Населення — 551 особа (2020).

## Демографія
Згідно з переписом 2010 року, у місті мешкало 525 осіб у 215 домогосподарствах у складі 147 родин. Було 512 помешкання
Расовий склад населення:
| - 99,0 % — білих - 0,2 % — чорних або афроамериканців - 0,2 % — азіатів |

До двох чи більше рас належало 0,4 %. Частка іспаномовних становила 1,3 % від усіх жителів.
За віковим діапазоном населення розподілялося таким чином: 18,3 % — особи молодші 18 років, 58,7 % — особи у віці 18—64 років, 23,0 % — особи у віці 65 років та старші. Медіана віку мешканця становила 49,2 року. На 100 осіб жіночої статі у місті припадало 106,7 чоловіків;  на 100 жінок у віці від 18 років та старших — 112,4 чоловіків також старших 18 років.
Середній дохід на одне домашнє господарство  становив 81 682 долари США (медіана — 59 107), а середній дохід на одну сім'ю — 95 246 доларів (медіана — 67 639). Медіана доходів становила 51 250 доларів для чоловіків та 36 667 доларів для жінок. За межею бідності перебувало 9,9 % осіб, у тому числі 23,4 % дітей у віці до 18 років та 6,4 % осіб у віці 65 років та старших.
Цивільне працевлаштоване населення становило 266 осіб. Основні галузі зайнятості: виробництво — 25,2 %, освіта, охорона здоров'я та соціальна допомога — 22,6 %, роздрібна торгівля — 10,5 %, мистецтво, розваги та відпочинок — 9,0 %.